# 長身若花鱂
長身若花鱂，為輻鰭魚綱鯉齒目鯉齒亞目花鳉科的其中一種，分布於中美洲哥斯大黎加至巴拿馬太平洋岸的淡水、半鹹水流域，體長可達13公分，棲息在水質混濁、泥底質的紅樹林、河口區，屬雜食性，生活習性不明。
其种加词“elongata”意为“长的”。